# Langer Emil (Mechernich)
Der Lange Emil war ein 134,6 Meter hoher Schornstein der Magdalenenhütte in Mechernich, der 1884/1885 erbaut wurde und zum Zeitpunkt der Fertigstellung der höchste Schlot der Welt war. Seinen Namen erhielt er von Emil Kreuser, einem Hauptaktionär und groß gewachsenen Mann. Der Schornstein wurde im 1. Weltkrieg auf 127 Meter Höhe gekürzt und war von 1910 bis 1926 funktionslos.
Am 14. März 1951 wurde seine Spitze bei einem Erdbeben beschädigt. Er blieb bis zur Stilllegung der Magdalenenhütte am 31. Dezember 1957 in Betrieb. Am 28. Oktober 1961 wurde der Kamin gesprengt, nachdem ein Versuch am Vortag scheiterte. Noch heute ist sein Stumpf vorhanden.